# Доля Олександр Сергійович
Олекса́ндр До́ля (справжнє ім`я Олекса́ндр Сергі́йович Пахарчу́к, народився 6 червня 1979, в с. Михнів Ізяславського району Хмельницької області) — український співак у жанрі поп-музики (драматичний баритон), Заслужений артист України, автор та композитор, лауреат та дипломант багатьох всеукраїнських і міжнародних пісенних конкурсів та фестивалів. Доцент  Київського національного університету театру, кіно і телебачення імені Івана Карпенка-Карого.

## Біографія
У 1993 році, після повернення з міста Дніпропетровськ, закінчив музичну школу по класу народних інструментів, баян (м.  Ізяслав Хмельницької області).
У 1995 році закінчив педагогічний ліцей по напрямку українська філологія [Архівовано 8 січня 2016 у Wayback Machine.] (м.  Славута Хмельницької області).
У 1995–2000 рр. — навчався на факультеті режисури та хореографії Київського національного університету культури і мистецтв, режисер естради та масових свят.
З 2012 року помічник ректора Київського національного університету театру, кіно і телебачення імені Івана Карпенка-Карого.
З 2018 року викладач другої кафедри акторського мистецтва та режисури драми, з 2022 року старший викладач кафедри організації театральної справи Київського національного університету театру, кіно і телебачення імені Івана Карпенка-Карого.
З травня 2024 року доцент Київського національного університету театру, кіно і телебачення імені Івана Карпенка-Карого зі спеціальності 026 "Сценічне мистецтво".  

## Творчість
Професійну творчу діяльність розпочав у 1995 р. з всеукраїнського фестивалю «Пісенний вернісаж». Дипломант всеукраїнських і міжнародних пісенних конкурсів та фестивалів, а саме: «Червона Рута», «Майбуття», «Перлини сезону», «Пісня року» та «Наша пісня» (Україна), «Слов'янський базар»,  «Без кордонів»[недоступне посилання з липня 2019] (Італія) та інші. Учасник церемоній  «Зірка Патріота України», «Золоте перо», «Флагмани освіти і науки України» і тд.
Щорічно бере активну участь у різних міжнародних заходах присвячених Дням культури України в різних країнах світу. У 2010-2011 рр. спільно з заслуженою артисткою України Оксаною Хожай провели всеукраїнський благодійний тур в підтримку дітей-сиріт «Пісні душі» [Архівовано 15 грудня 2017 у Wayback Machine.]. У 2012 році разом з українською співачкою Тонею Матвієнко гастролювали у Німеччині в рамках святкування Днів української культури. У 2013-2014 рр. за підтримки Міністерства культури та Міністерства закордонних справ України в рамках святкування 200-річчя від Дня народження Тараса Шевченка провели благодійний гастрольний тур з музичною програмою «Музика рідного дому» [Архівовано 15 грудня 2017 у Wayback Machine.] в підтримку української діаспори у Європі. В 2015-16 рр. в підтримку закордонних українців та української армії відбувся гастрольний тур «З Україною в серці» країнами Європи. Щорічно активно співпрацює з українською діаспорою та проводить благодійні концерти в підтримку закордонного українства.
Виконує авторські твори, твори класиків української естради (В. Івасюк, М. Мозговий, Н. Яремчук, Ю. Рибчинський, О. Злотник, А. Демиденко, О. Вратарьов, Г. Татарченко та інші.) та українські народні пісні, зокрема: «Мамо, не плач..» (присвячена матерям Героїв Майдану), «Оркестр природи», «Музика рідного дому», «Час іде», «Марія», «Край», «Червона рута», «Україна», «Ой чий то кінь стоїть», «Смерека» та інші. Загалом в репертуарі налічується близько 50 пісень. Також співає польською, румунською, російською мовами.
З 2006 року член творчої спілки «Асоціація діячів естрадного мистецтва України» (АДЕМУ).

## Дискографія
- Оркестр природи (1998)
- Марія (2000)
- Час іде (2003)
- Музика рідного дому (2009)
- Україна (2012)
- Мамо, не плач… (2014)
- З Україною в серці (2016)
- Роса (2017)
- Мамина пісня (2019)

## Нагороди
- Кавалер Відзнаки «Учасник Помаранчевої революції» за популяризацію української естрадної пісні (2004)
- Орден  Георгія (Юрія) Переможця І та ІІ ст. (2015-2014) за вагомий внесок у справу відродження духовності та патріотичного виховання молоді, УПЦ КП
- Ювілейна медаль «200 років з Дня народження Тараса Шевченка» за популяризацію української пісні закордоном
- Орден «За розбудову України» до 20-річчя творчої діяльності
- Подяка міського голови міста Києва (2015, 2016, 2017, 2023)
- Медаль «День Незалежності України»
- Заслужений діяч естрадного мистецтва України (2016)
- Заслужений артист України (2018) [Архівовано 4 квітня 2019 у Wayback Machine.][1]
- Орден святого рівноапостольного князя Володимира III ступеня ПЦУ (2024)